# Трахипахус Зеттерштедта
Трахипахус Зеттерштедта (лат. Trachypachus zetterstedtii) — вид жуков из семейства трахипахид. Назван в честь шведского энтомолога Иогана Вильгельма Зеттерштедта (1785—1864). Встречается не часто.

## Описание
Жук мелких размеров, в длину достигает всего 4 мм. Тело окрашено в блестящий бронзовый цвет..

## Экология
Населяет тайгу и лесотундру.